# The Girl of the Golden West (pel·lícula de 1938)
The Girl of the Golden West és una pel·lícula estatunidenca dirigida per Robert Z. Leonard el 1938, amb Jeanette Macdonald i Nelson Eddy. Aquesta pel·lícula és una comèdia musical basada en una òpera de Giacomo Puccini.

## Repartiment
- Jeanette MacDonald: la bella cabaretera.
- Nelson Eddy: Ramirez